# Eilema claudei
Eilema claudei är en fjärilsart som beskrevs av De Toulgoët 1980. Eilema claudei ingår i släktet Eilema och familjen björnspinnare. Inga underarter finns listade i Catalogue of Life.